# Rzeczpospolita Trojga Narodów

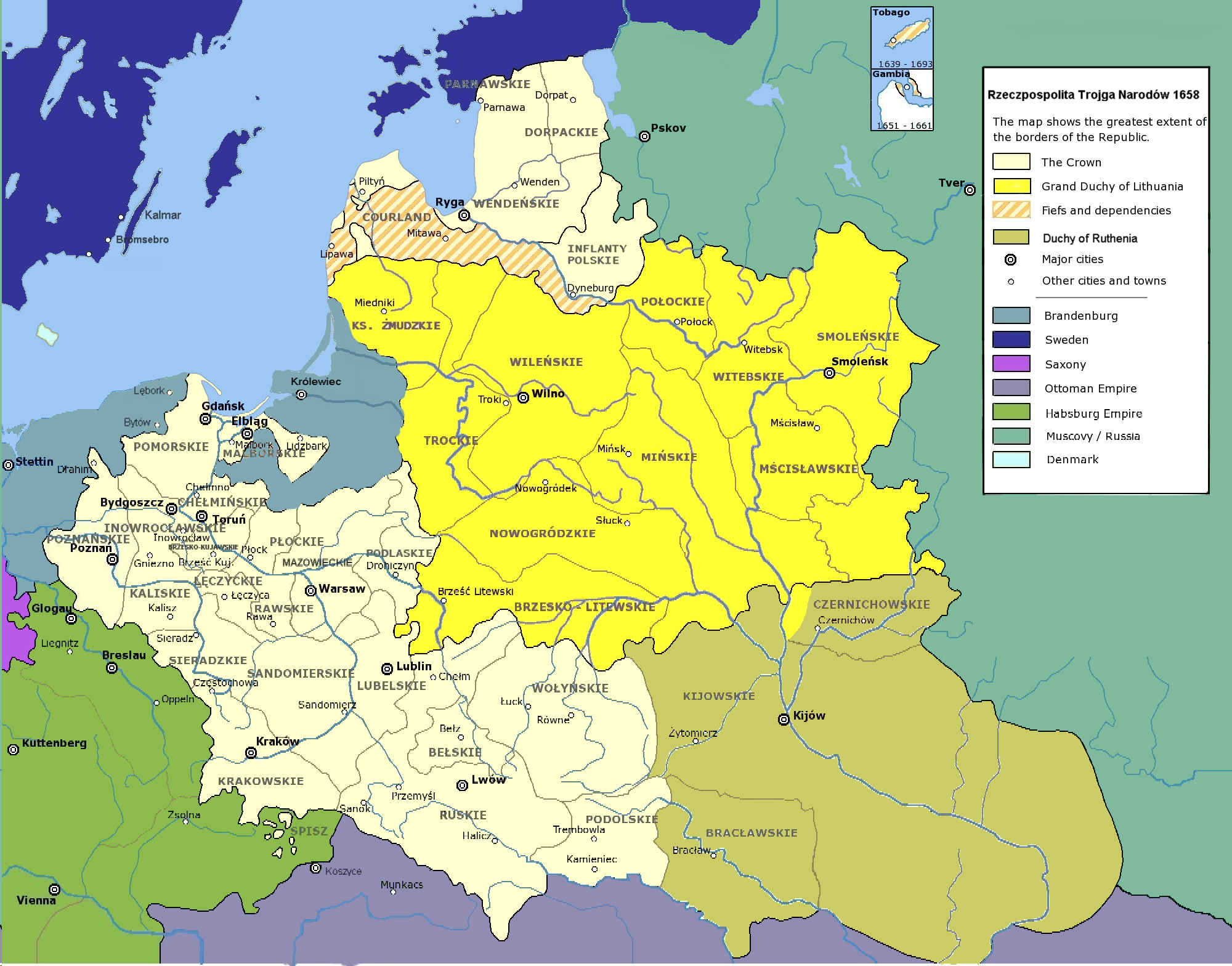
Rzeczpospolita Trojga Narodów według Unii Hadziackiej (1658) z wydzielonym Wielkim Księstwem Ruskim

Rzeczpospolita Trojga Narodów (łac. Res Publica, lit. Trijų Tautų Respublika, ukr. Рѣч Посполита) – współczesny termin określający XVII-wieczny projekt polityczny przekształcenia federacji Korony Królestwa Polskiego i Wielkiego Księstwa Litewskiego tworzącej Rzeczpospolitą Obojga Narodów w organizm trójczłonowy powstały przez wyodrębnienie Wielkiego Księstwa Ruskiego, połączonego unią realną z dwoma pozostałymi.

## Historia
W 1569 mocą zawartej unii lubelskiej ziemie ruskie Wielkiego Księstwa Litewskiego zostały włączone do Rzeczypospolitej Obojga Narodów. W XVII wieku doszło na tych ziemiach do serii buntów i powstań kozackich z największym z nich powstaniem Chmielnickiego, które istotnie osłabiły Rzeczpospolitą. Kolejną konsekwencją wydarzeń na Ukrainie było poddanie jej przez Bohdana Chmielnickiego państwu rosyjskiemu podczas tzw. ugody perejasławskiej w 1654. 
Stojąc w obliczu długotrwałej wojny polsko-rosyjskiej 1654–1667 (tzw. "potop rosyjski") Rzeczpospolita zgodziła się formalnie na powołanie nowego, trzeciego członu unii, jakim miało być Wielkie Księstwo Ruskie. W 1658 zawarto unię hadziacką, która obowiązywała krótko w latach 1658–1659, ostatecznie nie weszła w życie. W czasie krótkiego jej obowiązywania stoczona została bitwa pod Konotopem (8 lipca 1659) zakończona zwycięstwem wojsk polsko-rusko-tatarskich nad moskiewskimi.
Jednak samo kozactwo było podzielone politycznie i ostatecznie zaakceptowało zwierzchni podział Ukrainy na Prawobrzeżną (która pozostała przy Rzeczypospolitej) i Lewobrzeżną (podległą Carstwu Rosyjskiemu, a z czasem przez nie zaanektowaną). Stan ten usankcjonował w 1667 roku polsko-rosyjski rozejm andruszowski kończący "potop rosyjski".
Do idei tej powrócono w czasie powstania styczniowego, bezskutecznie próbując wywołać powstanie na ziemiach zabranych, także na ziemiach ruskich. Wyrazem tych dążeń było tzw. odnowienie unii horodelskiej, w czasie Manifestacji Jedności Rzeczypospolitej Obojga Narodów w Horodle w 1861, gdzie przybyła szlachta polska, litewska, wołyńska i podolska. Unia miała obejmować trzy narody: Polaków, Litwinów i Rusinów. Odzwierciedleniem tych wydarzeń oraz pewnej ugody politycznej, było używanie w czasie powstania styczniowego 1863 przez Rząd Narodowy opcjonalnie herbu, który obok godła Polski i Wielkiego Księstwa Litewskiego przedstawiał postać Archanioła Michała, patrona Rusi. Manifest 22 stycznia wzywał Do broni więc, Narodzie Polski, Litwy i Rusi.